# SN 2011bx
SN 2011bx – supernowa typu Ia odkryta 2 kwietnia 2011 roku w galaktyce A044212-4844. W momencie odkrycia miała maksymalną jasność 17,10m.